# Купріяновка (Шал-акина район)
Купрія́новка (каз. Куприянов) — село у складі району Шал-акина Північноказахстанської області Казахстану. Входить до складу Юбілейного сільського округу.
Населення — 224 особи (2021; 254 у 2009, 328 у 1999, 333 у 1989).
Національний склад станом на 1989 рік:
- німці — 38 %
- росіяни — 22 %.